# Macrodactylus lineatus
Macrodactylus lineatus är en skalbaggsart som beskrevs av Louis Alexandre Auguste Chevrolat 1834. Macrodactylus lineatus ingår i släktet Macrodactylus och familjen Melolonthidae. Inga underarter finns listade i Catalogue of Life.